# Jenefu
Jenefu – osada (buurt)  w dzielnicy Rosendaal miasta Willemstad, w dystrykcie Willemstad, w kraju autonomicznym Curaçao, należącym do Holandii, w Ameryce Południowej. 20 października 2023 r. liczyła 86 mieszkańców. Pod względem powierzchni jest najmniejszą osadą w dzielnicy.  